# David Navas
David Navas Chica (Avila, 10 giugno 1974) è un ex ciclista su strada spagnolo, professionista dal 1998 al 2007.

## Palmarès

### Strada
- 1996 (Dilettanti, due vittorie)

4ª tappa Vuelta a la Comunidad de Madrid
Classifica generale Vuelta a la Comunidad de Madrid
- 2000 (Banesto, una vittoria)

1ª tappa Grande Prémio do Minho (Póvoa de Varzim > Vila do Conde, cronometro)

#### Altri successi
- 1996 (Dilettanti)

Prologo Vuelta a la Comunidad de Madrid
- 2001 (iBanesto.com)

Classifica scalatori Vuelta a La Rioja
4ª tappa Volta a Portugal (Loulé > Tavira, cronosquadre)
- 2002 (iBanesto.com)

1ª tappa Volta a Portugal (Maia, cronosquadre)
- 2004 (Illes Balears-Banesto)

2ª tappa Vuelta a Castilla y León (Frómista > Carrión de los Condes, cronosquadre)

## Piazzamenti

### Grandi Giri
- Giro d'Italia

1999: 84º
2001: 88º
2005: ritirato (13ª tappa)
- Tour de France

1999: 98º
- Vuelta a España

2003: 71º
2006: 126º

### Classiche monumento
- Milano-Sanremo

2000: 151º
- Giro delle Fiandre

2002: ritirato